# Капеллан Его Святейшества

Герб Капеллана Его Святейшества.

Общий герб капеллана Его Святейшества

Капеллан Его Святейшества (лат. Cappellanis Sanctitatis Suae) — это почётный титул, присваиваемый папой римским в знак признания заслуг священника перед Церковью. К ним обращаются с почётным титулом «монсеньор», и они имеют определённые привилегии в отношении церковного одеяния и облачения.

## История
Должность «Капеллан Его Святейшества» появилась в XVII веке, когда Папа Урбан VIII учредил её как официальную должность при Папском дворе. Такие капелланы несли неоплачиваемую службу со времён понтификата Папы Пия VI.
Кандидатура кандидатов «extra urbem» (за пределами города) может быть выдвинута по просьбе епископа через Апостольскую нунциатуру после рассмотрения заслуг кандидата на этот сан и соответствия критериям Святого Престола. После того, как выяснено, что кандидат соответствует всем требованиям, Государственный секретариат Ватикана составляет рескрипт, удостоверяющий присвоение ему этого церковного звания.
Motu proprio «Pontificalis Domus» Папы Павла VI от 28 марта 1968 года разделил Папский двор на две части: Капеллу («Cappella Pontificia») и Семью («Familia Pontificia»). Капелла помогает Папе в его функциях духовного главы Церкви, особенно в религиозных церемониях; Семья (Familia) помогает ему в качестве главы государства. «Капелланы Его Святейшества» являются членами семьи (Familia).
Священники, которых называли «внештатными тайными камергерами», продолжали входить в состав Папского дома под названием «Капелланы Его Святейшества». Нижние чины тайных камергеров (почётные камергеры пурпурных одежд, камергеры extra Urbem, почётные тайные капелланы и почётные капелланы extra Urbem) были упразднены[2], в результате чего капеллан Его Святейшества стал первым (низшим) из трёх рангов Монсеньора. Капеллан Его Святейшества носит чёрную рясу с кантом и пуговицами цвета фуксии, а также кушаком цвета фуксии[4].
Те священники, которых называли «внештатными тайными камергерами», продолжали входить в состав Папского двора под названием «Капелланы Его Святейшества». Низшие звания тайных камергеров («почётные камергеры пурпурных мантий», «камергеры extra Urbem», «почётные тайные капелланы» и «почётные капелланы extra Urbem») были упразднены, в результате чего «капеллан Его Святейшества» стал первым (низшим) из трёх рангов монсеньора. Капеллан Его Святейшества носит чёрную сутану с кантом и пуговицами цвета фуксии, а также пояс такого же цвета.
Следующие лица являются капелланами Его Святейшества до тех пор, пока они занимают свои должности:
- Каноники кафедральных соборов Лоди и Сиракуз;
- Каноники капитула Святых Цельсия и Юлиана в Риме;
- Магистерские капелланы Суверенного Мальтийского ордена;
- Клирики Папской капеллы;
- Каноникальные коадъюторы великих папских базилик.

В 1969 году был отменен обычай капелланов Его Святейшества передавать титул после смерти и погребения понтифика, даровавшего этот титул. Сегодня все монсеньоры сохраняют свои титулы после смерти и погребения Папы.
Согласно новым правилам, установленным Папой Франциском, теперь монсеньорами могут быть названы лишь те епархиальные священники, которым исполнилось 65 лет и более.